# Bonhomme Hiver
Le Bonhomme Hiver est une tradition commune, largement répandue des pays où l'hiver occupe de longs mois, et où la population se libérait symboliquement de l'hiver en offrant au bûcher une poupée de chiffons personnalisant cette saison. Généralement, cette tradition a lieu autour du carnaval. Esthétiquement, il ressemble souvent au bonhomme de neige.

## Suisse

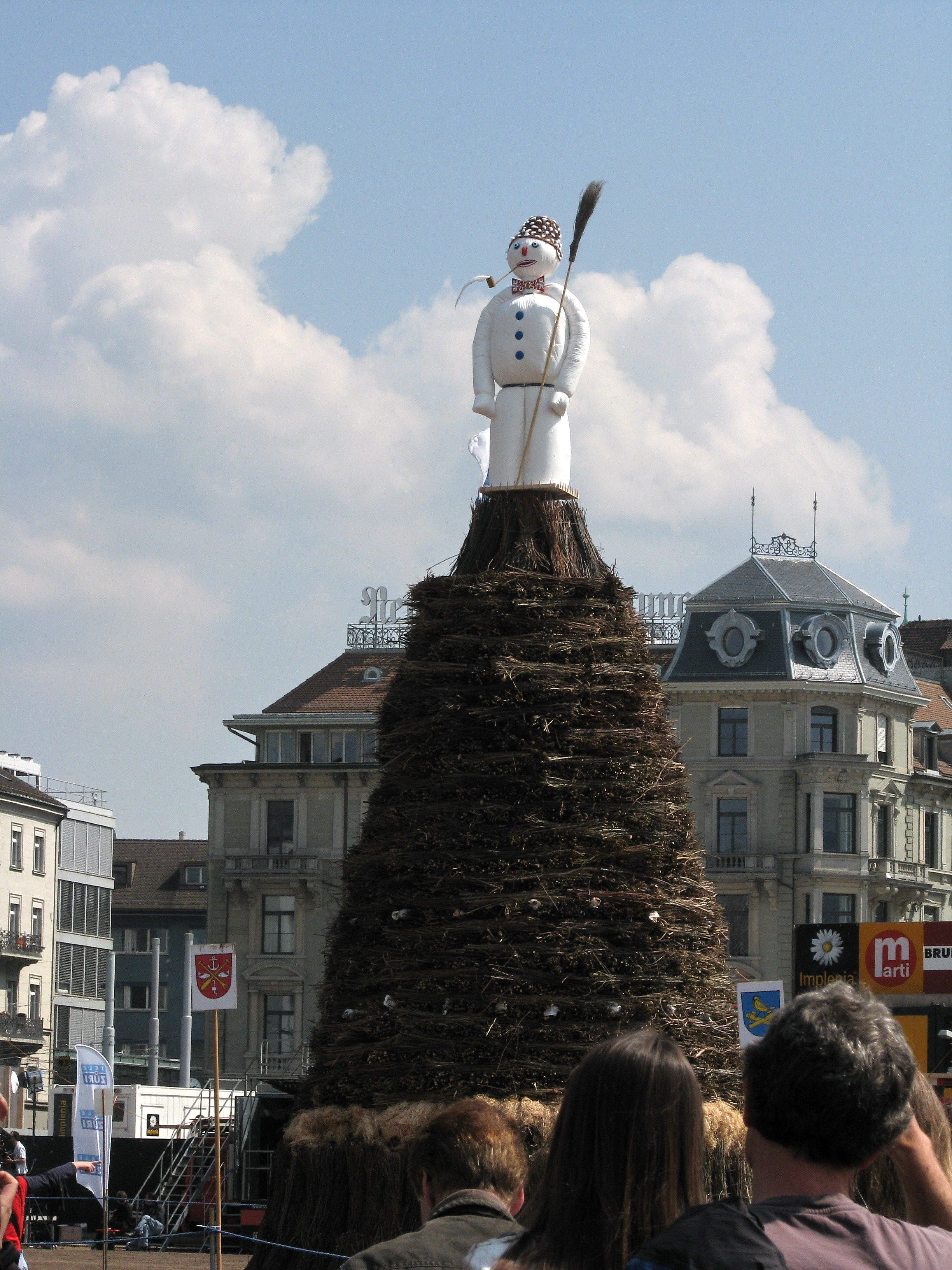
Bonhomme hiver Böögg sur son bûcher, lors du Sechseläuten de Zurich

Lors du Sechseläuten de Zurich, a lieu la crémation du Böögg.

## Belgique
Des Bonhommes Hiver ont lieu en Belgique notamment à Bouge ou à Linkebeek. 

### Bouge
Il est brulé le premier dimanche du Carême. Six feux périphériques sont allumés tout autour de la vallée namuroise. La légende veut que quiconque peut voir ces sept feux en même temps sera protégé, l'année entière, des sorcières et grimaciers.

### Linkebeek
Le Bonhomme Hiver y a lieu, généralement le dernier dimanche d'avril. 